# Rakonitz–Protivíner Bahn

Die Strecken der Rakonitz–Protivíner Bahn

Die Rakonitz–Protivíner Bahn, auch Rakonitz–Protivíner Staatsbahn war eine Eisenbahn im heutigen Tschechien, die vom österreichischen Staat zur Zeit der österreichisch-ungarischen Monarchie erbaut wurde. Ursprünglich sollte sie einen Teil der Böhmischen Südwestbahn von Liebenau nach Kuschwarda bilden.
Die Rakonitz-Protivíner Bahn besteht aus zwei Teilstücken: das südliche Teilstück von Zdic nach Protivín wurde am 20. Dezember 1875, der nördliche Teil von Rakonitz nach Beraun am 30. April 1876 eröffnet.

## Geschichte
Die Rakonitz–Protivíner Bahn ist ein Teilstück der ursprünglich geplanten Strecke von Liebenau nach Kuschwarda. Dieses Bahnprojekt war aus mehreren kleineren Projekten in Böhmen hervorgegangen. Das erste diesbezügliche Projekt war die Linie Böhmisch-Leipa–Liebenau, für das am 10. April 1865 die Bewilligung zur Vornahme technischer Vorarbeiten erteilt wurde. Für das zweite Projekt von der bayerischen Grenze bei Kuschwarda bis Strakonic bewarb sich Fürst Adolf zu Schwarzenberg. Die zugehörige Vorkonzession wurde am 25. Februar 1868 erteilt. Am 25. Februar 1869 erhielt Ernst Mayer, Bürgermeister von Prachatic, ebenfalls die Vorkonzession für eine Eisenbahn von der bayerischen Grenze über Wallern, Písek und Příbram bis zur Böhmischen Westbahn bei Zdic oder Hořovic und weiter bis zur Buschtěhrader Eisenbahn (BEB). Diesen größeren Projekten folgten noch kleinere etwa für eine Linie von Lobositz nach Liebenau, für Lobositz–Rakonitz sowie für weitere Linien im südwestlichen Böhmen.
1872 wurden die wichtigsten Linien zum Projekt Liebenau-Kuschwarda mit Abzweigungen zusammengefasst. Mit Concessionsurkunde vom 8. Oktober 1872, für eine Locomotiv-Eisenbahn von Liebenau nach Kuschwarda nebst Flügelbahnen wurde Joseph Adolph Fürst und Erbprinz zu Schwarzenberg sowie drei weiteren Persönlichkeiten das Recht erteilt zum Bau und Betrieb einer Eisenbahn von Liebenau über Böhmisch-Leipa, Leitmeritz, Postelberg, Rakonitz, Beraun, Przibram, Brzesnitz und nach Pisek zum Anschlusse an die Kaiser Franz Josephsbahn in Račic oder Protivin nebst Flügelbahnen von Postelberg nach Komotau, von Reichstadt oder Böhmisch-Leipa in der Richtung über Zwickau und Gabel gegen Zittau und von Brzesnitz über Strakonitz, Wollin und Winterberg bis an die böhmisch-bayerische Gränze bei Kuschwarda mit der Richtung gegen Passau. Die Gesamtlänge ergab sich zu ca. 516 km.
Die Konzessionäre ließen zunächst nur ein Detailprojekt Rakonitz-Protivín ausarbeiten. Durch den Gründerkrach 1873 und die dadurch ausgelöste finanzielle Krise konnten jedoch die für den Bau notwendigen Geldmittel nicht aufgetrieben werden. Am 16. Mai 1874 wurde schließlich die k.k. Regierung per Gesetz ermächtigt, die Teilstrecke Rakonitz–Příbram–Protivín auf Staatskosten zu bauen.
Die Bauvergabe erfolgte gegen einen Betrag von 11,373.000 fl. an die Bauunternehmung Carl Freiherr von Schwarz, die
die Bauausführung der Bauunternehmung J. Muzika & Comp. überließ. Der Bau begann am 15. Juni 1874. Der Höchststand der am Bau beschäftigten Arbeiter war 12.004; außerdem waren bis zu 835 Zugtiere in Verwendung.
Die an den Endstellen der beiden Teilstrecken gelegenen Bahnhöfe und Bahnanlagen wurden im Zuge des Baues der Rakonitz–Protivíner Bahn entsprechend erweitert bzw. neu errichtet.
Der Betrieb wurde vom Tag der Eröffnung bis zum 31. Dezember 1876 von der Dux-Bodenbacher Eisenbahn, vom 1. Jänner 1877 bis zum 28. Februar 1877 von der Aussig-Teplitzer Eisenbahn, vom 1. März 1877 bis 31. Dezember 1883 von der Böhmischen Westbahn geführt. Mit Gründung der k.k. Staatsbahnen (kkStB) am 1. Jänner 1884 führten diese den Betrieb selbst.
Mit der Gründung der Tschechoslowakei im Oktober 1919 wurden kam die Rakonitz-Protivíner Bahn zu den neu gegründeten Tschechoslowakischen Staatsbahnen (ČSD). Heute gehören die Strecken zum Netz des tschechischen staatlichen Infrastrukturbetreibers Správa železniční dopravní cesty (SŽDC).

## Die Strecken

### Rakonitz–Beraun
Die am 30. April 1876 eröffnete Bahn erschloss das Kohlevorkommen des Rakonitzer Beckens sowie die Fürstenbergschen und Lobkowitzschen Wälder, sie erleichterte den An- und Abtransport von Gütern für die Eisenwerke in Alt- und Neuhütten sowie für die Fürstenbergschen Eisenwerke in Roztoky u Křivoklátu (früher Roztok). Die Burg Pürglitz (Křivoklát) belebte als beliebtes Ausflugsziel der Prager den Personenverkehr.

Plan: Bahnhof Rakonitz (1875)

Die Strecke zweigt bei Rakonitz südlich von der Buschtěhrader Eisenbahn ab und folgt zunächst dem Hang des Rakonitzbaches. Bis Městečko (früher Stadtl) übersetzt die Bahn den Rakonitzbach viermal, jeweils auf eisernen 40 m langen Brücken. Die zahlreichen Serpentinen des Baches bedingen auch einen kurvenreichen Verlauf der Bahnstrecke, obwohl beim Bahnbau der Bach mehrfach reguliert wurde, um einen einfacheren Trassenverlauf zu ermöglichen. Darüber hinaus musste bei Chlum u Rakovníka ein Tunnel errichtet werden.
Von Městečko an ist das Tal eng und stark gewunden, sodass sich auf der Bahnstrecke Tunnel, Dämme, Straßen- und Bachregulierungen abwechseln. Die Bahn erreicht eine Höhe von 13 m über der Talsohle und überbrückt den Beraunfluss bei der Einmündung des Rakonitzbaches mit einer vierfeldrigen insgesamt 190 m langen eisenern Brücke, die in einem Bogen mit Radius von 275 m liegt.
Von der kurz darauf folgenden Station Roztoky u Křivoklátu (früher Station Pürglitz) bis Beraun folgt die Bahn dem Tal des Beraunflusses, den sie noch zweimal übersetzt: einmal bei Žloukovice und kurz vor Beraun noch einmal. Obwohl das Gefälle des Beraun-Tales weniger stark als das des Rakonitzbaches ist, mussten dennoch zahlreiche Flussregulierungen und Uferschutzbauten errichtet werden. Die Brücke bei Žloukovice hat eine Länge von 186 m, die bei Beraun 230 m.
In Beraun endet die nördliche Strecke der Bahn.
Die Verbindung zum südlichen Teil erfolgt über die Strecke der Böhmischen Westbahn Prag-Pilsen.

### Zdic–Protivín
Wichtigster Frachtkunde der südlichen Strecke war das k.k. Montanwerk in Příbram, welches mit Kohle, Koks, Holz und anderen Rohstoffen versorgt wurde. Auch als Wallfahrtsort war Příbram für den Personenverkehr der Rakonitz-Protiviner Bahn bedeutsam.

Plan: Bahnhof Protivín (1875)

Vom Gemeinschaftsbahnhof mit der Böhmischen Westbahn in Zdic aus folgt die Bahn dem linken Ufer der Litavka, die sie nach der Station Lochovice überbrückt. Den nun folgenden Flusskrümmungen folgt die Bahnstrecke, wobei mehrfach Vorsprünge durchschnitten, Bergstürzen ausgewichen und der Fluss verdrängt wird. Vor Jince wird erneut die Litava übersetzt.
Bis Příbram hat die Bahn nun den Charakter einer Hügellandbahn, sodass Einschnitte und Dämme rasch aufeinander folgen. Nach Příbram steigt die Bahnstrecke mit maximal 12,5 ‰ und überschreitet in einem 7 m tiefen Satteleinschnitt die Wasserscheide zwischen Litava und Vlčava auf einer Höhe von 557,91 m ü. A. Die Strecke fällt nun relativ rasch und wieder mit 12,5 ‰ über Milín nach Tochovice, erklimmt einen kleinen Bergrücken und erreicht dem östlichen Ufer der Vlčava folgend Březnice. Die Bahn überbrückt die Vlčava, hat nunmehr wieder Tal-Charakter und kommt nach Mirovice.
Bis Čimelice waren keine nennenswerten Kunstbauten notwendig.
Nun verlässt die Strecke das Tal der Vlčava, übersetzt die Lomnice und erreicht Vráž u Pisku. Ca. 2 km danach wird die Wasserscheide zwischen Lomnic und Votava überschritten. Die Votava selbst wird vor dem Bahnhof von Písek überbrückt.
Nun erreicht die Strecke das Tal der Blanice, die sie auf 30 und 20 m langen Brücken übersetzt, und erreicht ihre Endstation in Protivín, die den Anschluss an die Kaiser Franz Joseph-Bahn herstellt.

## Lokomotiven
Die Rakonitz–Protivíner Bahn beschaffte 1875/76 zwölf eigene Schlepptender-Lokomotiven, die 1884 in das Bezeichnungsschema der kkStB übernommen wurden. Die Maschinen hatten die Bahnnummern 201–212 und die Namen BERAUN, BŘEZNIC, MILIN, MIROVIC, PISEK, PŘIBRAM, PROTIWIN, PÜRGLITZ, RAKONITZ, ZDIC, ALTHÜTTEN und STADTL. Nach dem Ersten Weltkrieg kamen die noch vorhandenen, ehemaligen Lokomotiven der Rakonitz–Protivíner Bahn zur Polnischen Staatsbahn (PKP), die sie ausschied, ohne ihnen eine eigene Reihennummer zuzuordnen.
| Lokomotiven der Rakonitz–Protivíner Bahn | Lokomotiven der Rakonitz–Protivíner Bahn | Lokomotiven der Rakonitz–Protivíner Bahn    | Lokomotiven der Rakonitz–Protivíner Bahn | Lokomotiven der Rakonitz–Protivíner Bahn | Lokomotiven der Rakonitz–Protivíner Bahn                     | Lokomotiven der Rakonitz–Protivíner Bahn | Lokomotiven der Rakonitz–Protivíner Bahn |
| ---------------------------------------- | ---------------------------------------- | ------------------------------------------- | ---------------------------------------- | ---------------------------------------- | ------------------------------------------------------------ | ---------------------------------------- | ---------------------------------------- |
| Bahn-Nr.                                 | Anzahl                                   | Hersteller                                  | Baujahr                                  | Bauart                                   | kkStB-Nr.                                                    | PKP                                      |                                          |
| 201–212                                  | 12                                       | StEG (3), Floridsdorf (2), Wr. Neustadt (7) | 1875                                     | C n2                                     | BP I 201–212 (ab 1884) 37.01–12 (ab 1885) 32.13–24 (ab 1892) | 32ö                                      |                                          |

Am 30. Juni 1914 waren Lokomotiven folgender kkStB-Reihen im Heizhaus Rakonitz stationiert: 4 (9 Stück), 24 (1 Stück), 229 (11 Stück), 35 (2 Stück), 50 (5 Stück), 56 (12 Stück), 59 (20 Stück), 73 (11 Stück) und 97 (2 Stück). Außer denen der Reihe 229 waren das alles Lokomotiven, die ihren Ursprung (erstes Baujahr) 25 bis 50 Jahre davor hatten, woraus man schließen kann, dass die Rakonitz–Protivíner Bahn zu dieser Zeit eher ein unwichtiges Lokalbahndasein fristete.